# Кремпдорф
Кремпдорф (нем. Krempdorf) — община в Германии, в земле Шлезвиг-Гольштейн.
Входит в состав района Штайнбург. Подчиняется управлению Херцхорн. Население составляет 257 человек (на 31 декабря 2010 года). Занимает площадь 5,64 км².
Коммуна подразделяется на 2 сельских округа.